# 오쿠보 도시미치
오쿠보 도시미치(일본어: 大久保 利通, 1830년 9월 26일 ~ 1878년 5월 14일)은 19세기 말 메이지 시대에 활약했던 사쓰마번 출신의 정치인이다. 264년 동안 일본을 통치해온 도쿠가와 막부를 무너뜨린 메이지 유신을 이끌었던 주역으로, 일본 근대화에 크게 공헌한 인물로 평가된다. 종종 기도 다카요시, 사이고 다카모리와 함께 '유신삼걸'(維新の三傑)로 불린다.
같은 사쓰마번 무사 출신인 사이고 다카모리 등과 뜻을 같이하며 "막부 타도 운동"을 이끄는 개혁파의 중심 인물로 성장하였다. 1866년 유신 이후 태정관 정권이 수립된 뒤에 참의(參議)가 되어 과감한 제도 개혁을 단행하였다. 메이지 6년 정변으로 정한론을 주장한 사이고 다카모리 일파가 하야한 뒤는 정부의 핵심 인물로서 지조(地祖) 제도 개혁, 식산진흥책 등을 추진하였다.
한때 유신 동지였던 사이고의 하야에 불만을 품은 사쓰마번의 사족 반란인 세이난 전쟁을 진압한 뒤 1878년 도쿄의 기오이자카에서 시마다 이치로 일당에게 암살당했다.

## 사쓰마 번사

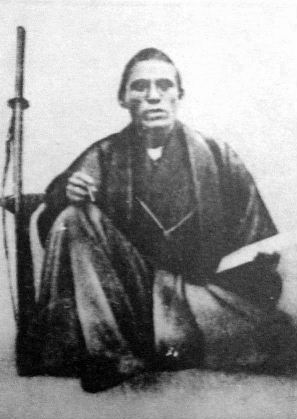
번사 시절

사쓰마국(현재의 가고시마현)에서 태어난 그는 일찍부터 정치적 안식을 보여 일본에서 가장 크고 세력있는 봉건 영토이자, 도쿠가와 반대 세력인 사쓰마번의 지도적 인물이 되었다. 또한 다른 봉건 영토 조슈번은 사쓰마 번의 도쿠가와 반대 세력을 분배함에도 불구하고, 서로가 친밀하지 못한 사이가 되었다.
이 상황은 오쿠보와 다른 사쓰마 번 정부의 세력있는 지도자 사이고 다카모리가 양쪽의 군대가 힘을 합쳐 도쿠가와 막부를 물리치자고 결심시킨 교정이었다.

## 메이지 유신

오쿠보 도시미치(맨 오른쪽), 이와쿠라 사절단 시절

1868년 1월 3일, 사쓰마번과 조슈번의 군대가 교토 고쇼를 공략하였으며, 도쿠가와 막부를 무너뜨리고 메이지 유신을 선언하였다. 메이지 유신 정부의 구성원이 된 오쿠보는 이와쿠라 도모미를 중심으로 기도 다카요시, 이토 히로부미와 함께 이와쿠라 사절단의 일원으로 서양 각국을 둘러보았다. 귀국 후에 오쿠보는 일본의 빠른 경제 발전을 납득시켰다. 이를 끝으로 기술 학교들의 설립, 국채의 승인, 개인적 사업의 임시세, 정부에 의한 공장들의 건설과 경영을 후원하였다.
오쿠보, 사이고, 기도의 삼두마차는 과도 정부를 수립했다. 1873년 동료 사이고 다카모리가 조선을 정벌하자는 정한론을 주장하자 이에 오쿠보는 일본 국내의 개혁과 성장이 우선되어야 한다고 역설했다. 일본 정부가 오쿠보의 편을 들어 1894년까지 정한론을 고수하고 이에 사이고 다카모리는 정부에서 물러나 고향 사쓰마로 되돌아가 불만을 품은 무사들이 일으킨 1877년 세이난 전쟁을 주도하였으나 반란은 곧 진압되고 사이고는 자결했다.
그러나 오쿠보 도시미치 역시 1878년 5월 14일 도쿄에서 불만을 품은 이시카와현의 사족 시마다 이치로등 6명에게 암살당했다.(기오이자카의 변)

## 가계도
| 오쿠보 도시미치 1830년-1878년 일본 초대 내무경                                       | 오쿠보 도시미치 1830년-1878년 일본 초대 내무경                                       | 오쿠보 도시미치 1830년-1878년 일본 초대 내무경                                       | 오쿠보 도시미치 1830년-1878년 일본 초대 내무경                                       | 오쿠보 도시미치 1830년-1878년 일본 초대 내무경                                       | 오쿠보 도시미치 1830년-1878년 일본 초대 내무경                                       |        |        | 미시마 미치쓰네 1835년-1885년 사쓰마번 무사·일본 내무성 관료                     | 미시마 미치쓰네 1835년-1885년 사쓰마번 무사·일본 내무성 관료                     | 미시마 미치쓰네 1835년-1885년 사쓰마번 무사·일본 내무성 관료                     | 미시마 미치쓰네 1835년-1885년 사쓰마번 무사·일본 내무성 관료                     | 미시마 미치쓰네 1835년-1885년 사쓰마번 무사·일본 내무성 관료                     | 미시마 미치쓰네 1835년-1885년 사쓰마번 무사·일본 내무성 관료                     |                                                                                 |                                                                                 |                                                                                 |                                                                                 |                                            |                                            | | | | | | |        |        |                                                    |                                                    |                                                    |                                                    |                                                    |                                                    |                                                 |                                                 |                                                 |                                                 |
| 오쿠보 도시미치 1830년-1878년 일본 초대 내무경                                       | 오쿠보 도시미치 1830년-1878년 일본 초대 내무경                                       | 오쿠보 도시미치 1830년-1878년 일본 초대 내무경                                       | 오쿠보 도시미치 1830년-1878년 일본 초대 내무경                                       | 오쿠보 도시미치 1830년-1878년 일본 초대 내무경                                       | 오쿠보 도시미치 1830년-1878년 일본 초대 내무경                                       |        |        | 미시마 미치쓰네 1835년-1885년 사쓰마번 무사·일본 내무성 관료                     | 미시마 미치쓰네 1835년-1885년 사쓰마번 무사·일본 내무성 관료                     | 미시마 미치쓰네 1835년-1885년 사쓰마번 무사·일본 내무성 관료                     | 미시마 미치쓰네 1835년-1885년 사쓰마번 무사·일본 내무성 관료                     | 미시마 미치쓰네 1835년-1885년 사쓰마번 무사·일본 내무성 관료                     | 미시마 미치쓰네 1835년-1885년 사쓰마번 무사·일본 내무성 관료                     |                                                                                 |                                                                                 |                                                                                 |                                                                                 |                                            |                                            | | | | | | |        |        |                                                    |                                                    |                                                    |                                                    |                                                    |                                                    |                                                 |                                                 |                                                 |                                                 |
| 마키노 노부아키 1861년-1949년 일본 외무대신·농상무대신·문부대신 역임                 | 마키노 노부아키 1861년-1949년 일본 외무대신·농상무대신·문부대신 역임                 | 마키노 노부아키 1861년-1949년 일본 외무대신·농상무대신·문부대신 역임                 | 마키노 노부아키 1861년-1949년 일본 외무대신·농상무대신·문부대신 역임                 | 마키노 노부아키 1861년-1949년 일본 외무대신·농상무대신·문부대신 역임                 | 마키노 노부아키 1861년-1949년 일본 외무대신·농상무대신·문부대신 역임                 |        |        | 미네코                                                                           | 미네코                                                                           | 미네코                                                                           | 미네코                                                                           | 미네코                                                                           | 미네코                                                                           |                                                                                 |                                                                                 |                                                                                 |                                                                                 |                                            |                                            | 아소 다키치 1857년-1933년 아소 상점 사장, 석탄 광업 협회 회장, 규슈 수력 전기 사장, 중의원 의원, 귀족원 고액 납세자 의원 | 아소 다키치 1857년-1933년 아소 상점 사장, 석탄 광업 협회 회장, 규슈 수력 전기 사장, 중의원 의원, 귀족원 고액 납세자 의원 | 아소 다키치 1857년-1933년 아소 상점 사장, 석탄 광업 협회 회장, 규슈 수력 전기 사장, 중의원 의원, 귀족원 고액 납세자 의원 | 아소 다키치 1857년-1933년 아소 상점 사장, 석탄 광업 협회 회장, 규슈 수력 전기 사장, 중의원 의원, 귀족원 고액 납세자 의원 | 아소 다키치 1857년-1933년 아소 상점 사장, 석탄 광업 협회 회장, 규슈 수력 전기 사장, 중의원 의원, 귀족원 고액 납세자 의원 | 아소 다키치 1857년-1933년 아소 상점 사장, 석탄 광업 협회 회장, 규슈 수력 전기 사장, 중의원 의원, 귀족원 고액 납세자 의원 |        |        |                                                    |                                                    |                                                    |                                                    |                                                    |                                                    |                                                 |                                                 |                                                 |                                                 |
| 마키노 노부아키 1861년-1949년 일본 외무대신·농상무대신·문부대신 역임                 | 마키노 노부아키 1861년-1949년 일본 외무대신·농상무대신·문부대신 역임                 | 마키노 노부아키 1861년-1949년 일본 외무대신·농상무대신·문부대신 역임                 | 마키노 노부아키 1861년-1949년 일본 외무대신·농상무대신·문부대신 역임                 | 마키노 노부아키 1861년-1949년 일본 외무대신·농상무대신·문부대신 역임                 | 마키노 노부아키 1861년-1949년 일본 외무대신·농상무대신·문부대신 역임                 |        |        | 미네코                                                                           | 미네코                                                                           | 미네코                                                                           | 미네코                                                                           | 미네코                                                                           | 미네코                                                                           |                                                                                 |                                                                                 |                                                                                 |                                                                                 |                                            |                                            | 아소 다키치 1857년-1933년 아소 상점 사장, 석탄 광업 협회 회장, 규슈 수력 전기 사장, 중의원 의원, 귀족원 고액 납세자 의원 | 아소 다키치 1857년-1933년 아소 상점 사장, 석탄 광업 협회 회장, 규슈 수력 전기 사장, 중의원 의원, 귀족원 고액 납세자 의원 | 아소 다키치 1857년-1933년 아소 상점 사장, 석탄 광업 협회 회장, 규슈 수력 전기 사장, 중의원 의원, 귀족원 고액 납세자 의원 | 아소 다키치 1857년-1933년 아소 상점 사장, 석탄 광업 협회 회장, 규슈 수력 전기 사장, 중의원 의원, 귀족원 고액 납세자 의원 | 아소 다키치 1857년-1933년 아소 상점 사장, 석탄 광업 협회 회장, 규슈 수력 전기 사장, 중의원 의원, 귀족원 고액 납세자 의원 | 아소 다키치 1857년-1933년 아소 상점 사장, 석탄 광업 협회 회장, 규슈 수력 전기 사장, 중의원 의원, 귀족원 고액 납세자 의원 |        |        |                                                    |                                                    |                                                    |                                                    |                                                    |                                                    |                                                 |                                                 |                                                 |                                                 |
|                                                                                      |                                                                                      |                                                                                      |                                                                                      |                                                                                      |                                                                                      |        |        |                                                                                  |                                                                                  |                                                                                  |                                                                                  |                                                                                  |                                                                                  |                                                                                 |                                                                                 |                                                                                 |                                                                                 |                                            |                                            | | | | | | |        |        |                                                    |                                                    |                                                    |                                                    |                                                    |                                                    |                                                 |                                                 |                                                 |                                                 |
|                                                                                      |                                                                                      |                                                                                      |                                                                                      | 유키코                                                                               | 유키코                                                                               | 유키코 | 유키코 | 유키코                                                                           | 유키코                                                                           |                                                                                  |                                                                                  | 요시다 시게루 1878년-1969년 일본 외무대신, 제45·48·49·50·51대 일본 내각총리대신  | 요시다 시게루 1878년-1969년 일본 외무대신, 제45·48·49·50·51대 일본 내각총리대신  | 요시다 시게루 1878년-1969년 일본 외무대신, 제45·48·49·50·51대 일본 내각총리대신 | 요시다 시게루 1878년-1969년 일본 외무대신, 제45·48·49·50·51대 일본 내각총리대신 | 요시다 시게루 1878년-1969년 일본 외무대신, 제45·48·49·50·51대 일본 내각총리대신 | 요시다 시게루 1878년-1969년 일본 외무대신, 제45·48·49·50·51대 일본 내각총리대신 |                                            |                                            | 아소 다로 | 아소 다로 | 아소 다로 | 아소 다로 | 아소 다로 | 아소 다로 |        |        |                                                    |                                                    |                                                    |                                                    |                                                    |                                                    |                                                 |                                                 |                                                 |                                                 |
|                                                                                      |                                                                                      |                                                                                      |                                                                                      | 유키코                                                                               | 유키코                                                                               | 유키코 | 유키코 | 유키코                                                                           | 유키코                                                                           |                                                                                  |                                                                                  | 요시다 시게루 1878년-1969년 일본 외무대신, 제45·48·49·50·51대 일본 내각총리대신  | 요시다 시게루 1878년-1969년 일본 외무대신, 제45·48·49·50·51대 일본 내각총리대신  | 요시다 시게루 1878년-1969년 일본 외무대신, 제45·48·49·50·51대 일본 내각총리대신 | 요시다 시게루 1878년-1969년 일본 외무대신, 제45·48·49·50·51대 일본 내각총리대신 | 요시다 시게루 1878년-1969년 일본 외무대신, 제45·48·49·50·51대 일본 내각총리대신 | 요시다 시게루 1878년-1969년 일본 외무대신, 제45·48·49·50·51대 일본 내각총리대신 |                                            |                                            | 아소 다로 | 아소 다로 | 아소 다로 | 아소 다로 | 아소 다로 | 아소 다로 |        |        |                                                    |                                                    |                                                    |                                                    |                                                    |                                                    |                                                 |                                                 |                                                 |                                                 |
|                                                                                      |                                                                                      |                                                                                      |                                                                                      |                                                                                      |                                                                                      |        |        |                                                                                  |                                                                                  |                                                                                  |                                                                                  |                                                                                  |                                                                                  |                                                                                 |                                                                                 |                                                                                 |                                                                                 |                                            |                                            | | | | | | |        |        |                                                    |                                                    |                                                    |                                                    |                                                    |                                                    |                                                 |                                                 |                                                 |                                                 |
|                                                                                      |                                                                                      |                                                                                      |                                                                                      |                                                                                      |                                                                                      |        |        |                                                                                  |                                                                                  |                                                                                  |                                                                                  |                                                                                  |                                                                                  |                                                                                 |                                                                                 |                                                                                 |                                                                                 |                                            |                                            | | | | | | |        |        |                                                    |                                                    |                                                    |                                                    |                                                    |                                                    |                                                 |                                                 |                                                 |                                                 |
| 요시다 겐이치 1912년-1977년 영문학 번역가, 비평가, 소설가                            | 요시다 겐이치 1912년-1977년 영문학 번역가, 비평가, 소설가                            | 요시다 겐이치 1912년-1977년 영문학 번역가, 비평가, 소설가                            | 요시다 겐이치 1912년-1977년 영문학 번역가, 비평가, 소설가                            | 요시다 겐이치 1912년-1977년 영문학 번역가, 비평가, 소설가                            | 요시다 겐이치 1912년-1977년 영문학 번역가, 비평가, 소설가                            |        |        | 가즈코                                                                           | 가즈코                                                                           | 가즈코                                                                           | 가즈코                                                                           | 가즈코                                                                           | 가즈코                                                                           |                                                                                 |                                                                                 |                                                                                 |                                                                                 |                                            |                                            | 아소 다카키치 1911년-1980년 사업가, 정치인, 아소 시멘트 회장                                                             | 아소 다카키치 1911년-1980년 사업가, 정치인, 아소 시멘트 회장                                                             | 아소 다카키치 1911년-1980년 사업가, 정치인, 아소 시멘트 회장                                                             | 아소 다카키치 1911년-1980년 사업가, 정치인, 아소 시멘트 회장                                                             | 아소 다카키치 1911년-1980년 사업가, 정치인, 아소 시멘트 회장                                                             | 아소 다카키치 1911년-1980년 사업가, 정치인, 아소 시멘트 회장                                                             |        |        | 스즈키 젠코 1911년-2004년 제70대 일본 내각총리대신 | 스즈키 젠코 1911년-2004년 제70대 일본 내각총리대신 | 스즈키 젠코 1911년-2004년 제70대 일본 내각총리대신 | 스즈키 젠코 1911년-2004년 제70대 일본 내각총리대신 | 스즈키 젠코 1911년-2004년 제70대 일본 내각총리대신 | 스즈키 젠코 1911년-2004년 제70대 일본 내각총리대신 |                                                 |                                                 |                                                 |                                                 |
| 요시다 겐이치 1912년-1977년 영문학 번역가, 비평가, 소설가                            | 요시다 겐이치 1912년-1977년 영문학 번역가, 비평가, 소설가                            | 요시다 겐이치 1912년-1977년 영문학 번역가, 비평가, 소설가                            | 요시다 겐이치 1912년-1977년 영문학 번역가, 비평가, 소설가                            | 요시다 겐이치 1912년-1977년 영문학 번역가, 비평가, 소설가                            | 요시다 겐이치 1912년-1977년 영문학 번역가, 비평가, 소설가                            |        |        | 가즈코                                                                           | 가즈코                                                                           | 가즈코                                                                           | 가즈코                                                                           | 가즈코                                                                           | 가즈코                                                                           |                                                                                 |                                                                                 |                                                                                 |                                                                                 |                                            |                                            | 아소 다카키치 1911년-1980년 사업가, 정치인, 아소 시멘트 회장                                                             | 아소 다카키치 1911년-1980년 사업가, 정치인, 아소 시멘트 회장                                                             | 아소 다카키치 1911년-1980년 사업가, 정치인, 아소 시멘트 회장                                                             | 아소 다카키치 1911년-1980년 사업가, 정치인, 아소 시멘트 회장                                                             | 아소 다카키치 1911년-1980년 사업가, 정치인, 아소 시멘트 회장                                                             | 아소 다카키치 1911년-1980년 사업가, 정치인, 아소 시멘트 회장                                                             |        |        | 스즈키 젠코 1911년-2004년 제70대 일본 내각총리대신 | 스즈키 젠코 1911년-2004년 제70대 일본 내각총리대신 | 스즈키 젠코 1911년-2004년 제70대 일본 내각총리대신 | 스즈키 젠코 1911년-2004년 제70대 일본 내각총리대신 | 스즈키 젠코 1911년-2004년 제70대 일본 내각총리대신 | 스즈키 젠코 1911년-2004년 제70대 일본 내각총리대신 |                                                 |                                                 |                                                 |                                                 |
|                                                                                      |                                                                                      |                                                                                      |                                                                                      |                                                                                      |                                                                                      |        |        |                                                                                  |                                                                                  |                                                                                  |                                                                                  |                                                                                  |                                                                                  |                                                                                 |                                                                                 |                                                                                 |                                                                                 |                                            |                                            | | | | | | |        |        |                                                    |                                                    |                                                    |                                                    |                                                    |                                                    |                                                 |                                                 |                                                 |                                                 |
|                                                                                      |                                                                                      |                                                                                      |                                                                                      |                                                                                      |                                                                                      |        |        |                                                                                  |                                                                                  |                                                                                  |                                                                                  |                                                                                  |                                                                                  |                                                                                 |                                                                                 |                                                                                 |                                                                                 |                                            |                                            | | | | | | |        |        |                                                    |                                                    |                                                    |                                                    |                                                    |                                                    |                                                 |                                                 |                                                 |                                                 |
| 미카사노미야 도모히토 왕자 1946년-2012년 미카사노미야 다카히토 친왕의 아들           | 미카사노미야 도모히토 왕자 1946년-2012년 미카사노미야 다카히토 친왕의 아들           | 미카사노미야 도모히토 왕자 1946년-2012년 미카사노미야 다카히토 친왕의 아들           | 미카사노미야 도모히토 왕자 1946년-2012년 미카사노미야 다카히토 친왕의 아들           | 미카사노미야 도모히토 왕자 1946년-2012년 미카사노미야 다카히토 친왕의 아들           | 미카사노미야 도모히토 왕자 1946년-2012년 미카사노미야 다카히토 친왕의 아들           |        |        | 미카사노미야 노부코 공주 1955년- 아소 다카키치의 셋째 딸이자, 아소 다로의 여동생 | 미카사노미야 노부코 공주 1955년- 아소 다카키치의 셋째 딸이자, 아소 다로의 여동생 | 미카사노미야 노부코 공주 1955년- 아소 다카키치의 셋째 딸이자, 아소 다로의 여동생 | 미카사노미야 노부코 공주 1955년- 아소 다카키치의 셋째 딸이자, 아소 다로의 여동생 | 미카사노미야 노부코 공주 1955년- 아소 다카키치의 셋째 딸이자, 아소 다로의 여동생 | 미카사노미야 노부코 공주 1955년- 아소 다카키치의 셋째 딸이자, 아소 다로의 여동생 |                                                                                 |                                                                                 | 아소 다로 1940년- 제92대 일본 내각총리대신                                      | 아소 다로 1940년- 제92대 일본 내각총리대신                                      | 아소 다로 1940년- 제92대 일본 내각총리대신 | 아소 다로 1940년- 제92대 일본 내각총리대신 | 아소 다로 1940년- 제92대 일본 내각총리대신                                                                               | 아소 다로 1940년- 제92대 일본 내각총리대신                                                                               | | | 지카코 | 지카코 | 지카코 | 지카코 | 지카코                                             | 지카코                                             |                                                    |                                                    | 스즈키 슌이치 1953년- 전 자유민주당 중의원 의원    | 스즈키 슌이치 1953년- 전 자유민주당 중의원 의원    | 스즈키 슌이치 1953년- 전 자유민주당 중의원 의원 | 스즈키 슌이치 1953년- 전 자유민주당 중의원 의원 | 스즈키 슌이치 1953년- 전 자유민주당 중의원 의원 | 스즈키 슌이치 1953년- 전 자유민주당 중의원 의원 |
| 미카사노미야 도모히토 왕자 1946년-2012년 미카사노미야 다카히토 친왕의 아들           | 미카사노미야 도모히토 왕자 1946년-2012년 미카사노미야 다카히토 친왕의 아들           | 미카사노미야 도모히토 왕자 1946년-2012년 미카사노미야 다카히토 친왕의 아들           | 미카사노미야 도모히토 왕자 1946년-2012년 미카사노미야 다카히토 친왕의 아들           | 미카사노미야 도모히토 왕자 1946년-2012년 미카사노미야 다카히토 친왕의 아들           | 미카사노미야 도모히토 왕자 1946년-2012년 미카사노미야 다카히토 친왕의 아들           |        |        | 미카사노미야 노부코 공주 1955년- 아소 다카키치의 셋째 딸이자, 아소 다로의 여동생 | 미카사노미야 노부코 공주 1955년- 아소 다카키치의 셋째 딸이자, 아소 다로의 여동생 | 미카사노미야 노부코 공주 1955년- 아소 다카키치의 셋째 딸이자, 아소 다로의 여동생 | 미카사노미야 노부코 공주 1955년- 아소 다카키치의 셋째 딸이자, 아소 다로의 여동생 | 미카사노미야 노부코 공주 1955년- 아소 다카키치의 셋째 딸이자, 아소 다로의 여동생 | 미카사노미야 노부코 공주 1955년- 아소 다카키치의 셋째 딸이자, 아소 다로의 여동생 |                                                                                 |                                                                                 | 아소 다로 1940년- 제92대 일본 내각총리대신                                      | 아소 다로 1940년- 제92대 일본 내각총리대신                                      | 아소 다로 1940년- 제92대 일본 내각총리대신 | 아소 다로 1940년- 제92대 일본 내각총리대신 | 아소 다로 1940년- 제92대 일본 내각총리대신                                                                               | 아소 다로 1940년- 제92대 일본 내각총리대신                                                                               | | | 지카코 | 지카코 | 지카코 | 지카코 | 지카코                                             | 지카코                                             |                                                    |                                                    | 스즈키 슌이치 1953년- 전 자유민주당 중의원 의원    | 스즈키 슌이치 1953년- 전 자유민주당 중의원 의원    | 스즈키 슌이치 1953년- 전 자유민주당 중의원 의원 | 스즈키 슌이치 1953년- 전 자유민주당 중의원 의원 | 스즈키 슌이치 1953년- 전 자유민주당 중의원 의원 | 스즈키 슌이치 1953년- 전 자유민주당 중의원 의원 |
|                                                                                      |                                                                                      |                                                                                      |                                                                                      |                                                                                      |                                                                                      |        |        |                                                                                  |                                                                                  |                                                                                  |                                                                                  |                                                                                  |                                                                                  |                                                                                 |                                                                                 |                                                                                 |                                                                                 |                                            |                                            | | | | | | |        |        |                                                    |                                                    |                                                    |                                                    |                                                    |                                                    |                                                 |                                                 |                                                 |                                                 |
|                                                                                      |                                                                                      |                                                                                      |                                                                                      |                                                                                      |                                                                                      |        |        |                                                                                  |                                                                                  |                                                                                  |                                                                                  |                                                                                  |                                                                                  |                                                                                 |                                                                                 |                                                                                 |                                                                                 |                                            |                                            | | | | | | |        |        |                                                    |                                                    |                                                    |                                                    |                                                    |                                                    |                                                 |                                                 |                                                 |                                                 |
| 미카사노미야 아키코 공주 1981년- 옥스퍼드 대학에서 미술 관련 논문으로 박사 학위 취득 | 미카사노미야 아키코 공주 1981년- 옥스퍼드 대학에서 미술 관련 논문으로 박사 학위 취득 | 미카사노미야 아키코 공주 1981년- 옥스퍼드 대학에서 미술 관련 논문으로 박사 학위 취득 | 미카사노미야 아키코 공주 1981년- 옥스퍼드 대학에서 미술 관련 논문으로 박사 학위 취득 | 미카사노미야 아키코 공주 1981년- 옥스퍼드 대학에서 미술 관련 논문으로 박사 학위 취득 | 미카사노미야 아키코 공주 1981년- 옥스퍼드 대학에서 미술 관련 논문으로 박사 학위 취득 |        |        | 미카사노미야 요코 공주 1983년-                                                   | 미카사노미야 요코 공주 1983년-                                                   | 미카사노미야 요코 공주 1983년-                                                   | 미카사노미야 요코 공주 1983년-                                                   | 미카사노미야 요코 공주 1983년-                                                   | 미카사노미야 요코 공주 1983년-                                                   |                                                                                 |                                                                                 |                                                                                 |                                                                                 |                                            |                                            | | | | | | |        |        |                                                    |                                                    |                                                    |                                                    |                                                    |                                                    |                                                 |                                                 |                                                 |                                                 |

## 참고 문헌
- Beasley, W. G. The Rise of Modern Japan: Political, Economic and Social Change Since 1850. St. Martin's Press, New York 1995.
- Iwata, Masukazu. Okubo Toshimichi: The Bismarck of Japan. University of California Press (1964). ASIN: B000FFQUIG
- Jansen, Marius B. and Gilbert Rozman, eds. Japan in Transition: From Tokugawa to Meiji. Princeton: Princeton University Press, 1986.